# NGC 6861D
NGC 6861D (другие обозначения — PGC 64153, ESO 233-34) — галактика в созвездии Телескоп.
Этот объект не входит в число перечисленных в оригинальной редакции «Нового общего каталога» и был добавлен позднее.